# NGC 6845
NGC 6845 (другие обозначения — PGC 63985, NGC 6845A, ESO 284-8, AM 1957-471, IRAS19573-4712) — спиральная галактика с перемычкой (SBb) в созвездии Телескоп.
Этот объект занесён в новый общий каталог несколько раз, с обозначениями NGC 6845, NGC 6845A.
Этот объект входит в число перечисленных в оригинальной редакции «Нового общего каталога».
В галактике вспыхнула сверхновая SN 2008da типа II, её пиковая видимая звездная величина составила 17,3.